# Альфонсинодоро
Альфонсинодоро, альфонсино (итал. alfonsino d'oro, alfonsino, синоним «дукатоне ди оро» итал. ducatone di oro) — название неаполитанской золотой монеты, чеканившейся при короле Альфонсе I (1435—1458). При весе 5,28 г монета по стоимости соответствовала 1,5 дукатам.
На реверсе монеты расположен скачущий на лошади король с поднятым в правой руке мечом. Аверс содержит герб монарха. Изображение на реверсе, обозначающее короля, повторяет французские золотые франки того времени.
При короле Альфонсе выпускали также золотые монеты, содержащие в 2 раза меньше золота по сравнению с альфонсинодоро. В нумизматической литературе они получили название «ducato di oro».
Монеты с другим дизайном, но сходными весовыми характеристиками, стоимостью в 1,5 дуката, выпускали и при преемнике короля Альфонса Фердинанде. Они содержат бюст правителя. В нумизматической литературе получили название «ducatone di oro».